# Stereopalpus columbianus
Stereopalpus columbianus is een keversoort uit de familie snoerhalskevers (Anthicidae). De wetenschappelijke naam van de soort is voor het eerst geldig gepubliceerd in 1925 door Hopping.